# Gabriel de Bory
Gabriel Bory ou de Bory (Paris, 11 de março de 1720 - 8 de outubro de 1801), foi um oficial da Marinha Real Francesa, cientista e administrador colonial francês do séc XVIII.

## Biografia
Ele entra na Marinha Francesa em 14 de abril de 1734. Embora ainda tenente, ele foi em 1751 a Espanha e Portugal em 1753, para observar o eclipse do sol que deveria ser total. Ele trabalhou no  Dicionário da Marine Academy.
Promovido a Capitão em 1757 foi nomeado Governador Geral das Ilhas Leeward em 1761 e membro da Academia de Ciência da França em 1765.
Aposentou-se a 27 de março de 1766, com o posto de Asa chefe das forças navais, depois de onze campanhas no mar e 32 anos de serviço.
Ele publicou em 1790 as 'Memórias da administração da marinha e as colôniase se juntou ao Instituto da França em 1798.
Gabrielk Bory morre em 1801.

## Obras
- Papiers de Gabriel de Bory, lieutenant de vaisseau du roi, de l'Académie de marine et de l'Académie des sciences

- Mémoires sur l'administration de la marine et des colonies (1789)